# Brachytheciaceae
Brachytheciaceae är en familj av bladmossor. Brachytheciaceae ingår i ordningen Hypnales, klassen egentliga bladmossor, divisionen bladmossor och riket växter. Enligt Catalogue of Life omfattar familjen Brachytheciaceae 574 arter. 

## Bildgalleri

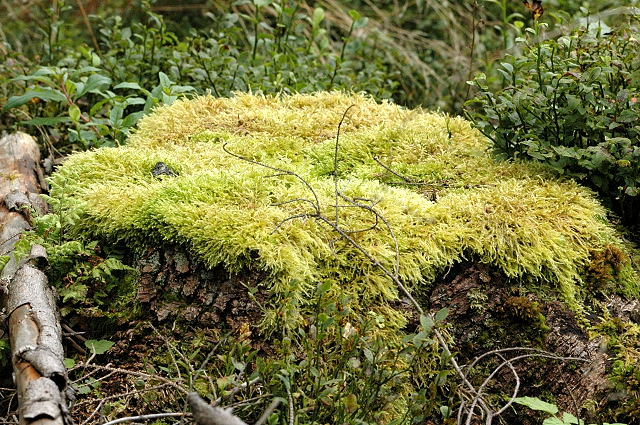
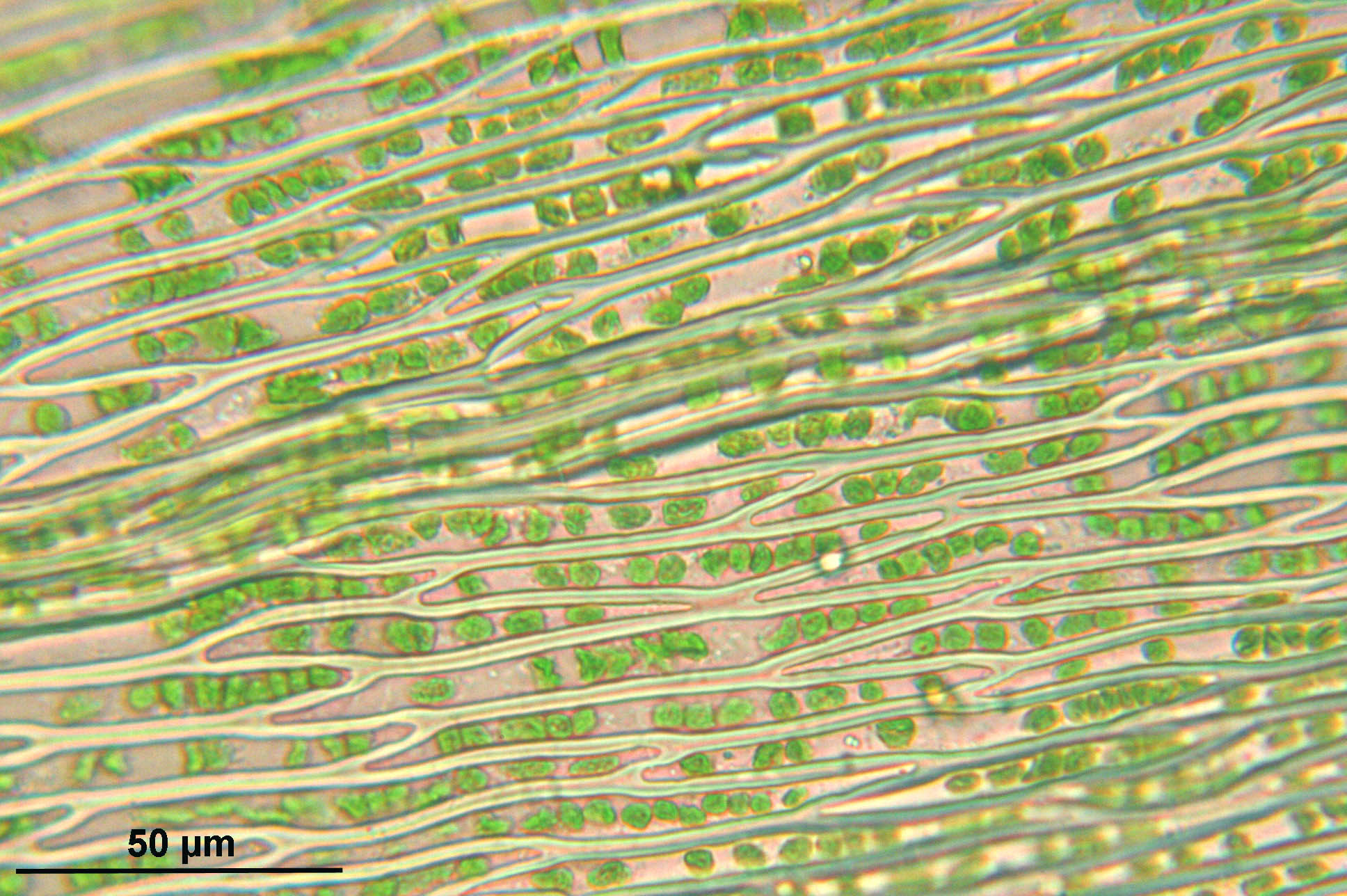
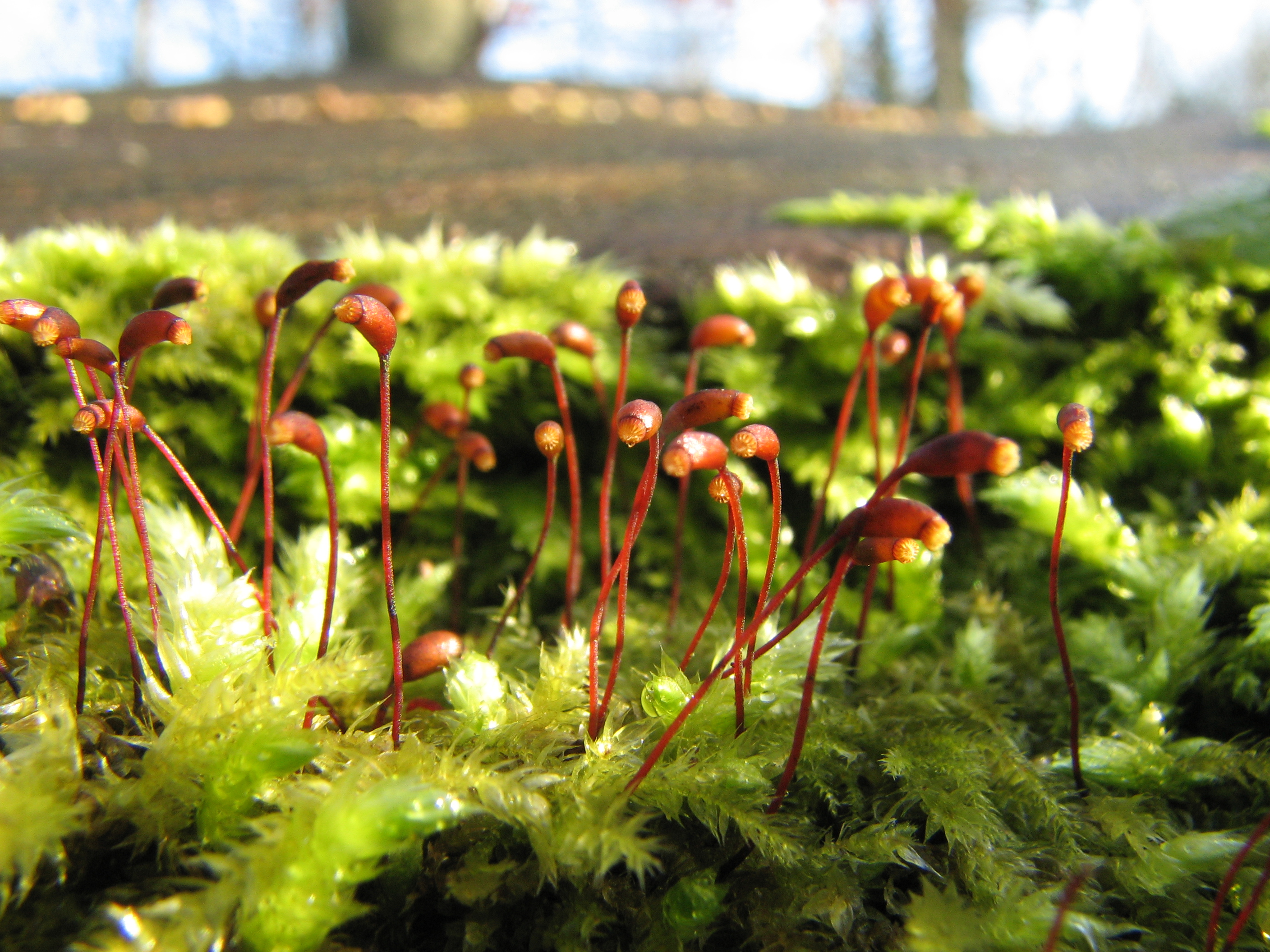

## Dottertaxa till Brachytheciaceae, i alfabetisk ordning[1]
- Aerolindigia
- Brachytheciella
- Brachythecium
- Bryhnia
- Bryoandersonia
- Bryostreimannia
- Camptothecium
- Catagoniopsis
- Cirriphyllum
- Cratoneurella
- Eriodon
- Eurhynchiella
- Eurhynchium
- Flabellidium
- Homalotheciella
- Homalothecium
- Isothecium
- Kindbergia
- Lepyrodontopsis
- Mandoniella
- Myuroclada
- Nobregaea
- Okamuraea
- Oxyrrhynchium
- Palamocladium
- Platyhypnidium
- Pseudopleuropus
- Rhynchostegiella
- Rhynchostegium
- Schimperella
- Scleropodiopsis
- Scleropodium
- Scorpiurium
- Steerecleus
- Stenocarpidiopsis
- Tomentypnum
- Trachybryum
- Unclejackia